# Catherine Apraxine
Catherine Vladimirovna Apraxine (en russe : Екатерина Владимировна Апраксина), née Galitzine le 30 mai 1770 à Moscou et morte le 14 mars 1854, est une aristocrate russe qui fut portraiturée par Mme Vigée-Lebrun.

## Biographie
Elle est la fille du prince Vladimir Borissovitch Galitzine (1731-1798) et de son épouse Nathalie (1741-1837, dite « princesse Moustache »), et elle reçoit une éducation raffinée de sa mère. En 1783, elle s'installe avec sa famille à Paris, dans un hôtel particulier de la rue Saint-Florentin, et sa mère, sa sœur Sophie et elle-même sont présentées à la Cour et invitées aux bals et petites réceptions de Marie-Antoinette. Elles font un voyage en Angleterre en 1789 avant de retourner en Russie en 1790 à Saint-Pétersbourg où elle est présentée à la Cour, devenant dame d'honneur de l'impératrice Catherine. En 1841, elle devient dame d'honneur de la grande-duchesse Hélène.

## Mariage et postérité
Elle épousa le 13 juillet 1793 le général Stepan Stepanovitch Apraxine (1757-1827), cousin de sa mère, et l'un des hommes les plus riches de Russie ; il était aussi considéré comme l'un des hommes les plus beaux de son temps. Le mariage fut heureux et donna cinq enfants dont trois atteignirent l'âge adulte :
- Natalia Stepanovna (14 novembre 1794 – 7 mai 1890), qui épouse le prince Sergueï Galitzine (17 février 1783 – 14 mars 1833), sans postérité ;
- Vladimir Stepanovitch (1796-1833), qui épouse Sofia Petrovna Tolstoï (1800-1886);
- Stepan Stepanovitch (5 décembre 1797 – 15 décembre 1799) ;
- Sofia Stepanovna (1798-1885), qui épouse le prince Alexeï Grigorievitch Chtcherbatov, dont elle a cinq enfants ;
- Agrippina Stepanovna (5 décembre 1799 – 13 août 1800).

Elle était la marraine de Tatiana Obrescoff.